# 천주교 대전교구
천주교 대전교구 (天主敎 大田敎區, 영어: Catholic Diocese of Daejeon)는 1948년 5월 8일에 경성대목구(현 천주교 서울대교구)에서 분리한 충청남도 전역, 대전광역시 전역 및 세종특별자치시(부강면 제외)를 관할하는 천주교의 교구로, 초대 교구장은 원형근 (아드리아노) 주교이며, 현 교구장인 김종수(아우구스티노) 주교이다.

## 관할구역
대전광역시(전 지역), 세종특별자치시(부강면 제외), 충청남도(전 지역)

## 교구연혁
- 1948. 5. 8 대전지목구 설정(대전교구 설립일)
- 1958. 6. 23 대전대목구로 승격
- 1962. 3. 10 대전교구로 승격
- 1964. 4.25 학교법인 천주교 대전교구 대지학원 설립
- 1965. 5.31 제2대 교구장 황민성 주교 착좌
- 1980. 8.29 전주교구로부터 금산군 지역 본당을 인계받음
- 1984. 8.29 제3대 교구장 경갑룡 주교 착좌
- 1986.10. 1 병인순교 120주년 기념 교구 신앙대회 개최
- 1988.10.16 한국성체대회 개최(대전공설운동장)
- 1992.12.23 대전가톨릭대학교 설립
- 1993. 3. 2 대전가톨릭대학교 개교 및 신입생 입학식 미사 (학장 김영교 신부)
- 1996. 9.20 성 김대건 신부 순교 150주년 기념 대전교구 신앙대회
- 1998. 6.23 교구 설정 40주년 기념일 미사 및 행사
- 1998.10.21 지구 개편 및 지구장 선출 교령 공표
- 1999. 1.30 지구장 의무와 권리 규정 공표
- 1999. 3.19 대전교구장 경갑룡 주교님 고희 미사, 대전가톨릭대학교
- 1999. 9. 8 성령쇄신운동 교구지침서 공표
- 2000. 3. 4 교리 신학원 개원 및 입학식
- 2005. 4. 1 제4대 교구장 유흥식 라자로 주교 착좌
- 2007. 3. 8 대전가톨릭농수산물지원센터 개소
- 2008.10.12 교구 설정 60주년 감사미사 봉헌(대전월드컵경기장)
- 2009. 1.14 당진지구(6개 본당), 공주지구(6개 본당) 신설
- 2009. 3.25 김종수(아우구스티노) 보좌주교 서품
- 2011. 7. 2 제1회 대전청년대회
- 2012.12.28 충남가톨릭농수산물지원센터 개소
- 2013.10. 6 KYD, AYD 발대미사 및 발대식(솔뫼성지)
- 2014. 6.20 교황방한준비위원회 발족미사
- 2014. 8.15 성모승천대축일 미사(프란치스코 교황님 집전, 대전월드컵경기장)
- 2014. 8.17 아시아 주교들과의 만남(해미순교성지)
- 2014. 8.17 아시아 청년대회 폐막미사(프란치스코 교황님 집전, 해미읍성)
- 2015.12. 8 대전교구, 자비의 특별희년 개막 및 교구 시노드 개최
- 2018. 5. 8 교구설정 70주년 기념미사 및 교구희년 선포(2019년 5월 8일까지)
- 2020. 10. 28. 성 김대건 안드레아와 성 정하상 바오로와 동료 순교자들을 제2주보성인으로 선포.

## 역대교구장
- 1대 원형근(아드리아노) 주교 (1948년 5월 8일 ~ 1963년)초대 지목구장 초대 대목구장 초대교구장
- 2대 황민성(베드로) 주교 (1965년 3월 22일 ~ 1984년 2월 13일)
- 3대 경갑룡(요셉) 주교 (1984년 7월 2일 ~ 2005년 4월 1일)
- 4대 유흥식(라자로) 주교 (2005년 4월 1일 ~ 2021년 7월 29일)[1]
- 5대 김종수(아우구스티노) 주교 (2022년 2월 26일 ~ 현재) 교구장 서리 (2021년 7월 30일 ~ 2022년 2월 25일)

## 관할 지구 및 본당
- 대전동부지구[대전 동구, 대덕구] : 가양동, 가오동, 대동, 대화동, 법동, 삼성동, 성남동, 송촌동, 신탄진, 용전동, 자양동, 판암동
- 대전서부지구[대전 서구 북부] : 괴정동, 둔산동, 갈마동, 내동, 만년동, 월평동, 탄방동
- 대전중부지구[대전 중구, 충남 금산군] : 금산, 대사동, 대흥동(주교좌), 목동, 문창동, 문화동, 버드내, 산성동, 선화동, 옥계옥계동성당동, 유천동, 진산성지, 태평동
- 대전북부지구[대전 유성구 북부] : 관평동, 궁동, 노은동, 덕명동, 도룡동, 반석동, 봉산동, 원신흥동, 유성, 죽동, 전민동, 하기동
- 대전남부지구[대전 서구 남부, 유성구 남부, 충남 계룡시] : 가수원, 계룡, 관저1동, 관저2동, 도마동, 도안동, 변동, 복수동, 정림동, 진잠
- 천안동부지구[충남 천안시 동부] : 목천, 성환, 입장, 직산, 천안 구룡동, 천안 신부동, 천안 오룡동, 천안 원성동, 천안 청당동
- 천안서부지구[충남 천안시 서부, 아산시 음봉면] : 천안 두정동, 천안 봉명동, 천안 불당동, 천안 불당2동, 천안 성정동, 천안 신방동, 천안 쌍용2동, 천안 쌍용3동, 천안 쌍용동, 천안 용곡동, 천안 월랑(행정구역상 아산시 음봉면)
- 아산지구[충남 아산시(음봉면 제외)] : 공세리, 도고, 둔포, 모산, 배방, 온양, 온양 모종동, 온양 신정동, 온양 용화동, 온양 풍기동, 장재
- 홍성지구[충남 홍성군, 예산군] : 광천, 덕산, 삽교, 신례원, 여사울성지, 예산, 예산 산성리, 응봉, 홍북, 홍성
- 보령지구[충남 보령시, 서천군, 청양군] : 갈매못성지, 대천, 대천해수욕장, 보령 동대동, 서천, 서천 서면, 웅천, 장항, 청양, 한산
- 논산지구[충남 논산시, 부여군] : 강경, 규암, 금사리, 논산 내동, 논산 대교동, 논산 부창동, 부여, 연무, 홍산
- 서산지구[충남 서산시, 태안군] : 대산, 서산 동문동, 서산 석림동, 서산 예천동, 성연, 안면도, 운산, 태안, 해미
- 당진지구[충남 당진시] : 기지시, 당진, 당진 수청, 순성, 신리성지, 신평, 신합덕, 합덕
- 공주지구[충남 공주시, 세종특별자치시(부강면 제외)] : 공주 교동, 공주 신관동, 공주 중동, 세종 도원, 세종 성 바오로, 세종 성 요한, 세종 성 프란치스코, 세종 성 요한바오로2세, 세종 성 베드로, 유구, 전의, 조치원

## 교육

### 대학교
- 대전가톨릭대학교

### 고등학교
- 논산대건고등학교
- 복자여자고등학교
- 대전성모여자고등학교
- 쌘뽈여자고등학교

### 중학교
- 논산대건중학교
- 복자여자중학교
- 쌘뽈여자중학교
- 대철중학교

### 초등학교
- 대전성모초등학교

### 유치원/어린이집
- 성모유치원 (대전광역시 동구 성남2동, 성남동성당)
- 평화유치원 (대전광역시 서구 월평동, 월평동성당)
- 성언유치원 (대전광역시 유성구 송강동)
- 소화유치원 (대전광역시 중구 대흥동, 대흥동성당)
- 호수유치원 (대전광역시 중구 목동, 목동성당)
- 성심유치원 (대전광역시 중구 유천2동, 유천동성당)
- 성모유치원 (세종특별자치시 조치원읍 남리, 조치원성당)
- 근화유치원 (공주시 중동, 중동성당)
- 성심유치원 (논산시 대교동, 대교동성당)
- 쌘뽈유치원 (논산시 은진면 교촌리)
- 소화유치원 (당진시 읍내동, 당진성당)
- 성모유치원 (당진시 신평면 금천리, 신평성당)
- 천사유치원 (서산시 동문동, 동문동성당)
- 복자유치원 (천안시 오룡동, 오룡동성당)
- 백합유치원 (금산군 금산읍 중도리, 금산성당)
- 성모유치원 (예산군 예산읍 예산리, 예산성당)
- 노틀담어린이집 (서산시 성연면 명천리, 노틀담수녀회)
- 안당 어린이집(대전광역시 대덕구 오정동)
- 유성 어린이집(대전광역시 유성구 봉명동)
- 대덕복지관 어린이집(대전광역시 대덕구 덕암동)
- 서천군공립 해성 어린이집(서천군 장항읍 창선2리)
- 천안 세실유치원(천안시 동남구 신방동)
- 국공립 아름숲 어린이집(세종특별자치시 아름동)
- 대전 성모어린이집(대전광역시 중구 대흥동)

## 의료기관
- 가톨릭대학교 대전성모병원
- 당진성모병원
- 부여성요셉병원
- 서천 어메티니 복지마을 노인요양병원